# Championnats du monde de tennis de table 1938
Navigation
Édition précédente Édition suivante
Les championnats du monde de tennis de table 1938, douzième édition des championnats du monde de tennis de table, ont lieu du 24 au 29 janvier 1938 à Londres, au Royaume-Uni.
Le titre simple messieurs est remporté par le tchèque Bohumil Váňa.